# Plasma fresco congelato
Il plasma fresco congelato (PFC) è un emoderivato ottenuto dal plasma, la parte liquida del sangue intero. È composto da una complessa miscela di acqua, proteine, carboidrati, grassi e vitamine. È incluso nell'elenco dei medicinali essenziali dell'Organizzazione mondiale della sanità, i medicinali più sicuri ed efficaci necessari in un sistema sanitario.
Il plasma fu utilizzato per la prima volta durante la seconda guerra mondiale. È usato per trattare patologie in cui vi sono scarsi fattori della coagulazione (INR > 1,5) o bassi livelli di altre proteine del sangue. Può anche essere usato come fluido sostitutivo nelle procedure di plasma exchange.
L'uso di plasma compatibile AB0, sebbene non necessario, può essere preferibile.
Viene somministrato mediante lenta somminstrazione endovenosa.
Gli effetti collaterali includono nausea e prurito. Raramente ci possono essere reazioni allergiche, coaguli di sangue o infezioni. Non è chiaro se l'uso durante la gravidanza o l'allattamento sia sicuro per il bambino. È necessario prestare maggiore attenzione alle persone con deficit di proteina S, deficit di IgA o insufficienza cardiaca.
Esistono anche altre versioni tra cui il plasma congelato entro 24 ore dalla flebotomia (FP24), il plasma privo di crioprecipitato, e plasma inattivato con solvente-detergente.